# ایران در پارالمپیک تابستانی ۲۰۱۲
ایران در بازی‌های پارالمپیک تابستانی ۲۰۱۲ با ۷۹ ورزشکار در سیزده رشته ورزشی در چهاردهمین دوره بازی‌های پارالمپیک تابستانی ۲۰۱۲ در شهر لندن انگلستان شرکت کرد. این هفتمین حضور ایران در این بازی‌ها است. در این مسابقات از روز ۸ شهریور ۱۳۹۱، ۲۹ اوت ۲۰۱۲ میلادی آغاز شد. عبدالرضا جوکار پرچمدار ایران در مراسم افتتاحیه بود. ایران با ۱۰ طلا، ۷ نقره، ۷ برنز و مجموع ۲۴ گردن‌آویز در رتبهٔ ۱۱ قرار گرفت.

## رشته‌ها و تعداد شرکت‌کنندگان
| رشته ورزشی        | مردان | زنان | مجموع |
| ----------------- | ----- | ---- | ----- |
| تیراندازی با کمان | ۳     | ۳    | ۶     |
| دوومیدانی         | ۱۴    | ۲    | ۱۶    |
| دوچرخه‌سواری       | ۱     |      | ۱     |
| فوتبال ۵نفره      | ۱۰    |      | ۱۰    |
| فوتبال ۷نفره      | ۱۲    |      | ۱۲    |
| گلبال             | ۴     |      | ۴     |
| جودو              | ۶     |      | ۶     |
| وزنه‌برداری        | ۸     |      | ۸     |
| تیراندازی         |       | ۲    | ۲     |
| شنا               | ۱     |      | ۱     |
| تنیس روی میز      | ۱     |      | ۱     |
| والیبال نشسته     | ۱۱    |      | ۱۱    |
| تنیس با ویلچر     | ۱     |      | ۱     |
| مجموع             | ۷۲    | ۷    | ۷۹    |

## مدال‌ها
| نشان | نام                                    | رشته              | رویداد                           | تاریخ     |
| ---- | -------------------------------------- | ----------------- | -------------------------------- | --------- |
| طلا  | زهرا نعمتی                             | تیراندازی با کمان | ریکرو انفرادی زنان - W1/W۲       | ۴ سپتامبر |
| طلا  | پیمان نصیری                            | دوومیدانی         | ۱۵۰۰ متر مردان T۲۰               | ۴ سپتامبر |
| طلا  | جلیل باقری جدی                         | دوومیدانی         | پرتاب وزنه مردان F۵۴/۵۵/۵۶       | ۱ سپتامبر |
| طلا  | جواد حردانی                            | دوومیدانی         | پرتاب دیسک مردان F۳۷/۳۸          | ۷ سپتامبر |
| طلا  | محسن کائدی                             | دوومیدانی         | پرتاب نیزه مردان F۳۳/۳۴          | ۱ سپتامبر |
| طلا  | محسن خالوندی                           | دوومیدانی         | پرتاب نیزه F۵۷/۵۸                | ۸ سپتامبر |
| طلا  | نادر مرادی                             | وزنه‌برداری        | ۶۰- کیلوگرم مردان                | ۱ سپتامبر |
| طلا  | علی حسینی                              | وزنه‌برداری        | ۷۵- کیلوگرم مردان                | ۳ سپتامبر |
| طلا  | مجید فرزین                             | وزنه‌برداری        | ۸۲٫۵- کیلوگرم مردان              | ۴ سپتامبر |
| طلا  | سیامند رحمان                           | وزنه‌برداری        | ۱۰۰+ کیلوگرم مردان               | ۵ سپتامبر |
| نقره | محسن کائدی                             | دوومیدانی         | پرتاب دیسک مردان F۳۴             | ۴ سپتامبر |
| نقره | مهرداد کرم‌زاده                         | دوومیدانی         | پرتاب دیسک مردان F۴۲             | ۲ سپتامبر |
| نقره | سجاد نیک‌پرست                           | دوومیدانی         | پرتاب نیزه مردان F۱۲/۱۳          | ۵ سپتامبر |
| نقره | کامران شکری‌سالاری                      | دوومیدانی         | پرتاب نیزه مردان F۴۲             | ۷ سپتامبر |
| نقره | عبدالرضا جوکار                         | دوومیدانی         | پرتاب نیزه مردان F۵۲/۵۳          | ۴ سپتامبر |
| نقره | روح‌الله رستمی                          | وزنه‌برداری        | ۶۷٫۵- کیلوگرم مردان              | ۲ سپتامبر |
| برنز | راضیه شیرمحمدی زهرا جوانمرد زهرا نعمتی | تیراندازی با کمان | ریکرو تیمی زنان                  | ۵ سپتامبر |
| برنز | جواد حردانی                            | دوومیدانی         | پرتاب وزنه مردان F۳۷/۳۸          | ۵ سپتامبر |
| برنز | علی محمدیاری                           | دوومیدانی         | پرتاب دیسک مردان F۵۴/۵۵/۵۶       | ۵ سپتامبر |
| برنز | فرزاد سپه‌وند                           | دوومیدانی         | پرتاب دیسک مردان F۴۴             | ۶ سپتامبر |
| برنز | علی صادق‌زاده                           | وزنه‌برداری        | ۱۰۰- کیلوگرم مردان               | ۵ سپتامبر |
| برنز | ساره جوانمردی                          | تیراندازی         | زنان P۲ – تفنگ بادی ۱۰ متر - SH۱ | ۳۱ اوت    |

| نشان‌ها برپایه رشته | نشان‌ها برپایه رشته | نشان‌ها برپایه رشته | نشان‌ها برپایه رشته | نشان‌ها برپایه رشته |
| ------------------ | ------------------ | ------------------ | ------------------ | ------------------ |
| رشته‌ها             | طلا                | نقره               | برنز               | مجموع              |
| تیراندازی با کمان  | ۱                  | ۰                  | ۱                  | ۲                  |
| دوومیدانی          | ۵                  | ۵                  | ۳                  | ۱۳                 |
| وزنه‌برداری         | ۴                  | ۱                  | ۱                  | ۶                  |
| تیراندازی          | ۰                  | ۰                  | ۱                  | ۱                  |
| والیبال نشسته      | ۰                  | ۱                  | ۰                  | ۱                  |
| فوتبال ۷ نفره      | ۰                  | ۰                  | ۱                  | ۱                  |
| مجموع              | ۱۰                 | ۷                  | ۷                  | ۲۴                 |

| نشان‌ها برپایه تاریخ | نشان‌ها برپایه تاریخ | نشان‌ها برپایه تاریخ | نشان‌ها برپایه تاریخ | نشان‌ها برپایه تاریخ | نشان‌ها برپایه تاریخ |
| ------------------- | ------------------- | ------------------- | ------------------- | ------------------- | ------------------- |
| روز                 | تاریخ               | طلا                 | نقره                | برنز                | مجموع               |
| ۲                   | ۳۱ اوت              | ۰                   | ۰                   | ۱                   | ۱                   |
| ۳                   | ۱ سپتامبر           | ۳                   | ۰                   | ۰                   | ۳                   |
| ۴                   | ۲ سپتامبر           | ۰                   | ۲                   | ۰                   | ۲                   |
| ۵                   | ۳ سپتامبر           | ۱                   | ۰                   | ۰                   | ۱                   |
| ۶                   | ۴ سپتامبر           | ۳                   | ۲                   | ۰                   | ۵                   |
| ۷                   | ۵ سپتامبر           | ۱                   | ۱                   | ۴                   | ۶                   |
| ۸                   | ۶ سپتامبر           | ۰                   | ۰                   | ۱                   | ۱                   |
| ۹                   | ۷ سپتامبر           | ۱                   | ۱                   | ۰                   | ۲                   |
| ۱۰                  | ۸ سپتامبر           | ۱                   | ۱                   | ۰                   | ۲                   |
| ۱۱                  | ۹ سپتامبر           | ۰                   | ۰                   | ۱                   | ۱                   |
| مجموع               | مجموع               | ۱۰                  | ۷                   | ۷                   | ۲۴                  |

## نتایج با رویداد

### تیراندازی با کمان
مردان
| ورزشکار                                       | رویداد                | دور رتبه‌بندی | دور رتبه‌بندی | ۱/۳۲ نهایی                    | ۱/۱۶ نهایی              | چارک‌نهایی                  | نیمه‌نهایی                        | نهایی                    | نهایی      |            |
| ورزشکار                                       | رویداد                | امتیاز       | جایگاه       | مقابله امتیازها               | مقابله امتیازها         | مقابله امتیازها            | مقابله امتیازها                  | مقابله امتیازها          | رتبه‌بندی   |            |
| --------------------------------------------- | --------------------- | ------------ | ------------ | ----------------------------- | ----------------------- | -------------------------- | -------------------------------- | ------------------------ | ---------- | ---------- |
| امین علی‌خانی نژاد                             | ریکرو انفرادی - نشسته | ۵۸۸          | ۱۸           | کیم سوک هو (KOR) · بازنده ۲–۶ | راه نیافت.              | راه نیافت.                 | راه نیافت.                       | راه نیافت.               | راه نیافت. |            |
| ابراهیم رنجبر                                 | ریکرو انفرادی - W1/W2 | ۶۴۸          | ۲            | استراحت                       | چوپیک (UKR) · برنده ۷–۱ | شهابی‌پور (IRI) · برنده ۷–۱ | ساناوی (MAS) · بازنده ۵–۶        | تسینگ (TPE) · بازنده ۳–۷ | ۴          |            |
| رهام شهابی‌پور                                 | ریکرو انفرادی - W1/W2 | ۶۰۳          | ۷            | استراحت                       | اوزن (TUR) · برنده ۶–۰  | رنجبر (IRI) · بازنده ۱–۷   | راه نیافت.                       | راه نیافت.               | راه نیافت. |            |
| امین علی‌خانی نژاد ابراهیم رنجبر رهام شهابی‌پور | ریکرو تیمی            | ۱۸۳۹         | ۴            | —                             | استراحت                 | کره جنوبی                  | کره جنوبی (KOR) · بازنده ۱۹۲–۲۰۱ | راه نیافت.               | راه نیافت. | راه نیافت. |

زنان
| ورزشکار                                | رویداد                | دور رتبه‌بندی | دور رتبه‌بندی | ۱/۳۲ نهایی                 | ۱/۱۶ نهایی               | چارک‌نهایی                       | نیمه‌نهایی                        | نهایی                         | نهایی      |
| ورزشکار                                | رویداد                | امتیاز       | جایگاه       | مقابله امتیازها            | مقابله امتیازها          | مقابله امتیازها                 | مقابله امتیازها                  | مقابله امتیازها               | رتبه‌بندی   |
| -------------------------------------- | --------------------- | ------------ | ------------ | -------------------------- | ------------------------ | ------------------------------- | -------------------------------- | ----------------------------- | ---------- |
| راضیه شیرمحمدی                         | ریکرو انفرادی - نشسته | ۵۵۲          | ۵            | استراحت                    | کومته (SUI) · بازنده ۲–۶ | راه نیافت.                      | راه نیافت.                       | راه نیافت.                    | راه نیافت. |
| زهرا جوانمرد                           | ریکرو انفرادی - نشسته | ۴۸۱          | ۱۵           | والمسلی (GBR) · بازنده ۰–۶ | راه نیافت.               | راه نیافت.                      | راه نیافت.                       | راه نیافت.                    | راه نیافت. |
| زهرا نعمتی                             | ریکرو انفرادی - W1/W2 | ۶۱۳ PR       | ۱            | استراحت                    | پرنا (ITA) · برنده ۶–۰   | گیریسمن (TUR) · برنده ۶–۰       | فلورنو (ITA) · برنده ۶–۰         | مینو (ITA) · برنده ۷–۳        | 1          |
| راضیه شیرمحمدی زهرا جوانمرد زهرا نعمتی | ریکرو تیمی            | ۱۶۴۶         | ۳            | —                          | —                        | جمهوری چک (CZE) · برنده ۱۹۰–۱۶۷ | کره جنوبی (KOR) · بازنده ۱۸۶–۱۹۲ | ایتالیا (ITA) · برنده ۱۸۸–۱۸۴ | 3          |

### دوومیدانی
مردان
دو
| ورزشکار     | رویداد       | گروه | گروه     | نیمه‌نهایی | نیمه‌نهایی | نهایی   | نهایی    |
| ورزشکار     | رویداد       | زمان | رتبه‌بندی | زمان      | رتبه‌بندی  | زمان    | رتبه‌بندی |
| ----------- | ------------ | ---- | -------- | --------- | --------- | ------- | -------- |
| پیمان نصیری | ۱۵۰۰ متر T۲۰ | —    | —        | —         | —         | ۳:۵۸٫۴۹ | 1        |

میدانی
| ورزشکار           | رویداد               | نتیجه            | رتبه‌بندی |
| ----------------- | -------------------- | ---------------- | -------- |
| سلمان آب‌باریکی    | پرتاب وزنه F۳۴       | بدون پرتاب درست. | ۱۶       |
| محسن کائیدی       | پرتاب وزنه F۳۴       | ۱۲٫۹۴ متر RR     | 2        |
| محسن کائیدی       | پرتاب نیزه F۳۳/۳۴    | ۳۸٫۳۰ متر WR     | 1        |
| جواد حردانی       | پرتاب وزنه F۳۷/۳۸    | ۱۵٫۴۳ متر RR     | 3        |
| جواد حردانی       | پرتاب دیسک F۳۷/۳۸    | ۱۰۲۴ امتیاز WR   | 1        |
| جلیل باقری جدی    | پرتاب وزنه F۵۴/۵۵/۵۶ | ۹۸۸ امتیاز PR    | 1        |
| جلال خاک‌زادیه     | پرتاب دیسک F۳۲/۳۳/۳۴ | ۹۳۶ امتیاز       | ۹        |
| مهرداد کرم‌زاده    | پرتاب دیسک F۴۲       | ۴۴٫۶۲ متر        | 2        |
| فرزاد سپه‌وند      | پرتاب دیسک F۴۴       | ۵۸٫۳۹ متر        | 3        |
| علی محمدیاری      | پرتاب دیسک F۵۴/۵۵/۵۶ | ۹۷۸ امتیاز       | 3        |
| سجاد نیک‌پرست      | پرتاب نیزه F۱۲/۱۳    | ۶۳٫۱۵ متر        | 2        |
| سید عرفان حسینی   | پرتاب نیزه F۱۲/۱۳    | ۵۷٫۹۴ متر        | ۴        |
| کامران شکری‌سالاری | پرتاب نیزه F۴۲       | ۵۲٫۰۶ متر        | 2        |
| عبدالرضا جوکار    | پرتاب نیزه F۵۲/۵۳    | ۹۲۰ امتیاز       | 2        |
| محمد خالوندی      | پرتاب نیزه F۵۷/۵۸    | ۵۰٫۹۸ متر WR     | 1        |

؛ زنان
میدانی
| ورزشکار    | رویداد               | نتیجه      | رتبه‌بندی |
| ---------- | -------------------- | ---------- | -------- |
| هاجر تک‌تاز | پرتاب وزنه F۱۱/۱۲    | ۹۷۰ امتیاز | ۵        |
| مرضیه صدقی | پرتاب وزنه F۵۴/۵۵/۵۶ | ۸۳۷ امتیاز | ۹        |

### دوچرخه‌سواری
جاده
| ورزشکار        | رویداد                 | زمان           | رتبه‌بندی       |
| -------------- | ---------------------- | -------------- | -------------- |
| بهمن گلبارنژاد | سرعت جاده مردان C۴–۵   | به پایان نبرد. | به پایان نبرد. |
| بهمن گلبارنژاد | تایم‌تریل جاده مردان C4 | شروع نکرد.     | شروع نکرد.     |

پیست
| ورزشکار        | رویداد                        | زمان     | رتبه‌بندی |
| -------------- | ----------------------------- | -------- | -------- |
| بهمن گلبارنژاد | تایم‌تریل ۱ کیلومتر مردان C۴–۵ | ۱:۱۳٫۷۹۹ | ۱۸       |

### گلبال
| بازیکنان                                                 | دور گروهی             | دور گروهی | یک چهارم نهایی      | نیمه نهایی  | نهایی       | نهایی      |
| بازیکنان                                                 | نتیجه دیدار           | رتبه‌بندی  | نتیجه دیدار         | نتیجه دیدار | نتیجه دیدار | رتبه‌بندی   |
| -------------------------------------------------------- | --------------------- | --------- | ------------------- | ----------- | ----------- | ---------- |
| - سید مهدی سیاحی - مصطفی شهبازی - حسن جعفری - جواد شیردل | چین · برنده ۹–۵       | ۱         | فنلاند · بازنده ۱–۵ | راه نیافت.  | راه نیافت.  | راه نیافت. |
| - سید مهدی سیاحی - مصطفی شهبازی - حسن جعفری - جواد شیردل | کانادا · برنده ۹–۲    | ۱         | فنلاند · بازنده ۱–۵ | راه نیافت.  | راه نیافت.  | راه نیافت. |
| - سید مهدی سیاحی - مصطفی شهبازی - حسن جعفری - جواد شیردل | بلژیک · بازنده ۶–۸    | ۱         | فنلاند · بازنده ۱–۵ | راه نیافت.  | راه نیافت.  | راه نیافت. |
| - سید مهدی سیاحی - مصطفی شهبازی - حسن جعفری - جواد شیردل | کره جنوبی · برنده ۴–۳ | ۱         | فنلاند · بازنده ۱–۵ | راه نیافت.  | راه نیافت.  | راه نیافت. |
| - سید مهدی سیاحی - مصطفی شهبازی - حسن جعفری - جواد شیردل | الجزایر · برنده ۴–۲   | ۱         | فنلاند · بازنده ۱–۵ | راه نیافت.  | راه نیافت.  | راه نیافت. |

### جودو
| ورزشکار       | رویداد             | دور مقدماتی                    | چارک‌نهایی                      | نیمه‌نهایی                   | شانس دوباره دور یکم                | شانس دوباره نهایی                | نهایی                             | نهایی      |
| ورزشکار       | رویداد             | نتیجه دیدار                    | نتیجه دیدار                    | نتیجه دیدار                 | نتیجه دیدار                        | نتیجه دیدار                      | نتیجه دیدار                       | رتبه‌بندی   |
| ------------- | ------------------ | ------------------------------ | ------------------------------ | --------------------------- | ---------------------------------- | -------------------------------- | --------------------------------- | ---------- |
| سعید رحمتی    | ۶۶- کیلوگرم مردان  | فالکون (VEN) · بازنده ۰۰۰H–۱۰۰ | راه نیافت.                     | راه نیافت.                  | راه نیافت.                         | راه نیافت.                       | راه نیافت.                        | راه نیافت. |
| محمدعلی شنانی | ۷۳- کیلوگرم مردان  | سولووی (UKR) · بازنده ۰۰۰–۱۰۱  | راه نیافت.                     | راه نیافت.                  | پوول (GBR) · برنده ۱۱۰۳–۰۱۰۱       | تاکاهاشی (JPN) · بازنده ۰۰۰۱–۱۰۰ | راه نیافت.                        | راه نیافت. |
| سید امیر نتاج | ۸۱- کیلوگرم مردان  | سیمسیلر (TUR) · برنده ۰۲۰–۰۰۰۱ | افرون (ARG) · بازنده ۰۰۱۲–۰۱۱۲ | راه نیافت.                  | استراحت                            | شفچنکو (RUS) · بازنده ۰۰۰۳–۰۱۰   | راه نیافت.                        | راه نیافت. |
| هانی عساکره   | ۹۰- کیلوگرم مردان  | استراحت                        | کرتسول (RUS) · بازنده ۰۰۰۱–۱۰۰ | راه نیافت.                  | گنزالس تاپیا (MEX) · برنده ۱۰۰–۰۰۰ | داشتسرن (MGL) · برنده ۱۰۰–۰۰۰    | لنسینا (ARG) · بازنده ۰۰۰۱–۱۰۰    | ۵          |
| حامد علیزاده  | ۱۰۰- کیلوگرم مردان | استراحت                        | اوپمان (GER) · برنده ۰۱۰–۰۰۰۳  | چوی (KOR) · بازنده ۰۰۰۱–۱۰۰ | استراحت                            | استراحت                          | تنوریو (BRA) · بازنده ۰۱۰۴–۱۰۰۳   | ۵          |
| حمزه نادری    | ۱۰۰+ کیلوگرم مردان | استراحت                        | سیلوا (BRA) · بازنده ۰۰۰–۰۰۱۱  | راه نیافت.                  | پاپ (HUN) · برنده ۰۰۱–۰۰۰۲         | پارک (KOR) · برنده ۱۰۰–۰۰۰۴      | دومینگوز (CUB) · بازنده ۰۰۰۳–۰۱۰۱ | ۵          |

### وزنه‌برداری
| ورزشکار          | رویداد              | مهارشده        | رتبه‌بندی |
| ---------------- | ------------------- | -------------- | -------- |
| امیر جعفری ارنگه | ۵۶- کیلوگرم مردان   | ۱۷۳ کیلوگرم    | ۶        |
| نادر مرادی       | ۶۰- کیلوگرم مردان   | ۱۹۶ کیلوگرم    | 1        |
| روح‌الله رستمی    | ۶۷٬۵- کیلوگرم مردان | ۲۰۸ کیلوگرم    | 2        |
| علی حسینی        | ۷۵- کیلوگرم مردان   | ۲۲۵ کیلوگرم    | 1        |
| مجید فرزین       | ۸۲٫۵- کیلوگرم مردان | ۲۳۷ کیلوگرم    | 1        |
| سید حمید صلحی‌پور | ۹۰- کیلوگرم مردان   | ۲۲۵ کیلوگرم    | ۴        |
| علی صادق‌زاده     | ۱۰۰- کیلوگرم مردان  | ۲۳۵ کیلوگرم    | 3        |
| سیامند رحمان     | ۱۰۰+ کیلوگرم مردان  | ۲۸۰ کیلوگرم PR | 1        |

### تیراندازی
زنان
| ورزشکار       | رویاد                            | دور مقدماتی | دور مقدماتی | نهایی  | نهایی    |
| ورزشکار       | رویاد                            | امتیاز      | رتبه‌بندی    | امتیاز | رتبه‌بندی |
| ------------- | -------------------------------- | ----------- | ----------- | ------ | -------- |
| ساره جوانمردی | زنان P۲ – تفنگ بادی ۱۰ متر - SH1 | ۳۷۶         | ۳           | ۴۶۹٫۰  | 3        |
| عالیه محمودی  | زنان P۲ – تفنگ بادی ۱۰ متر - SH1 | ۳۷۴         | ۴           | ۴۶۷٫۱  | ۶        |

### والیبال نشسته
مردان
| - داود علی‌پوریان - صادق بیگدلی - سید سعید ابراهیمی - جلیل ایمری - احمد ایری - ناصر حسن‌پور - محمد خالقی - مجید لشکری - رضا پیدایش - رمضان صالحی - عیسی زیراهی | رواندا · برنده ۳–۰           | ۱ | بریتانیای کبیر · برنده ۳–۰ | روسیه · برنده ۳–۰ | بوسنی و هرزگوین | ۲ | چین · برنده ۳–۰ | برزیل · برنده ۳–۰ |
| - داود علی‌پوریان - صادق بیگدلی - سید سعید ابراهیمی - جلیل ایمری - احمد ایری - ناصر حسن‌پور - محمد خالقی - مجید لشکری - رضا پیدایش - رمضان صالحی - عیسی زیراهی | بوسنی و هرزگوین · بازنده ۳–۱ | ۱ | بریتانیای کبیر · برنده ۳–۰ | روسیه · برنده ۳–۰ | بوسنی و هرزگوین | ۲ |                 |                   |

### شنا
مردان
| ورزشکار       | رویداد                     | گروه     | گروه     | نهایی      | نهایی      |
| ورزشکار       | رویداد                     | زمان     | رتبه‌بندی | زمان       | رتبه‌بندی   |
| ------------- | -------------------------- | -------- | -------- | ---------- | ---------- |
| شاهین ایزدیار | ۵۰ متر آزاد S۱۰            | ۲۵٫۹۷    | ۵        | راه نیافت. | راه نیافت. |
| شاهین ایزدیار | ۱۰۰ متر آزاد S۱۰           | ۵۷٫۹۱ AS | ۷        | راه نیافت. | راه نیافت. |
| شاهین ایزدیار | ۱۰۰ متر قورباغه SB9        |          |          |            |            |
| شاهین ایزدیار | ۲۰۰ متر مختلط انفرادی SM۱۰ | ۲:۲۸٫۵۱  | ۷        | راه نیافت. | راه نیافت. |

### تنیس روی میز
مردان
| ورزشکار     | رویداد         | دور مقدماتی            | دور مقدماتی           | دور مقدماتی | چارک‌نهایی   | نیمه‌نهایی   | نهایی       | نهایی     |
| ورزشکار     | رویداد         | نتیجه دیدار            | نتیجه دیدار           | رتبه‌بندی    | نتیجه دیدار | نتیجه دیدار | نتیجه دیدار | رتبه‌بندی  |
| ----------- | -------------- | ---------------------- | --------------------- | ----------- | ----------- | ----------- | ----------- | --------- |
| حسن جانفشان | انفرادی کلاس ۲ | کیم (KOR) · بازنده ۰–۳ | روپ (AUT) · برنده ۳–۱ | ۲           | را نیافت.   | را نیافت.   | را نیافت.   | را نیافت. |

### تنیس بدون ویلچر
رویداد
| ورزشکار      | رویداد        | دور ۱/۶۴ نهایی                   | دور ۱/۳۲ نهایی | دور ۱/۱۶ نهایی | چارک‌نهایی   | نیمه‌نهایی   | نهایی       | نهایی     |
| ورزشکار      | رویداد        | نتیجه دیدار                      | نتیجه دیدار    | نتیجه دیدار    | نتیجه دیدار | نتیجه دیدار | نتیجه دیدار | رتبه‌بندی  |
| ------------ | ------------- | -------------------------------- | -------------- | -------------- | ----------- | ----------- | ----------- | --------- |
| حسین مامیپور | انفرادی مردان | جاروزفسکی (POL) · بازنده ۲–۶٬۱–۶ | راه نیافت      | راه نیافت      | راه نیافت   | راه نیافت   | راه نیافت   | راه نیافت |